# ハタオリマチフェスティバル
ハタオリマチフェスティバルは、山梨県富士吉田市で毎年10月上旬に行われる秋祭り。通称、ハタフェス。地場産業である織物業によって育まれた昭和の風情が感じられるマチで地元の織物工場や飲食、古道具、音楽祭などを楽しむことができる。2016年より開催されている。
- ハタオリ工場祭[2]・・・・地元の織物工場による出店。物販やワークショップ。

- よしだのまちの道具市・・・・全国の古道具や飲食が出店。

- ハタオリマチニヒビクウタ[3]・・・・富士吉田に所縁のある田辺玄や森ゆにが第1回より出演している音楽会。